# Penicillium roqueforti
Espèce
Penicillium roqueforti est une espèce de champignons ascomycètes de la famille des Aspergillaceae.  Cette espèce saprophyte, car se nourrissant de matière organique en décomposition, est très répandue dans la nature. Son principal usage fermier, artisanal ou industriel est la transformation laitière attachée aux fromages à pâte persillée.

## Fromages concernés
Parmi les fromages utilisant Penicillium roqueforti se trouvent le roquefort, la fourme d'Ambert, la fourme de Montbrison, le bleu d'Auvergne, le bleu des Causses, le bleu d'Élisabeth, le Blue Stilton, etc. Elle est aussi utilisée pour la production d’alternatives de fromages végétaux tels que le ques'eso forte azul de La Carleta.
Penicillium roqueforti ne doit pas être confondu avec Penicillium glaucum qui est utilisé dans le bleu de Gex et le gorgonzola.

## Chute de biodiversité
La domestication par l'activité fromagère a permis de sélectionner des souches de meilleures apparence et qualités organoleptiques mais a eu pour effet une diminution drastique de leur diversité génétique avec risque de dégénérescence. À l'exception de l'AOP Roquefort qui conserve des souches plus diverses, la lignée clonale utilisée par les industriels ne peut plus être reproduite par la voie sexuée et donc recevoir du matériel génétique neuf capable de résoudre les problèmes d'infertilité de la souche.
Le bleu de Termignon héberge une population distincte de Penicillium roqueforti. Ce fromage figure parmi les rares où la moisissure n’est pas inoculée par les producteurs : elle les colonise spontanément depuis l’environnement,.

## Synonymes
Le nom correct complet (avec auteur) de ce taxon est Penicillium roqueforti Thom. Il a pour synonymes :
- Penicillium atro-viridum Sopp
- Penicillium atroviride Sopp
- Penicillium conservandi Novobr.
- Penicillium gorgonzola Weid.
- Penicillium roqueforti var. viride Datt.-Rubbo
- Penicillium roqueforti var. weidemannii Westling
- Penicillium roqueforti Sopp
- Penicillium virescens Sopp
- Penicillium weidemannii (Westling) Biourge